# Марко Ді Вайо
Марко Ді Вайо (італ. Marco Di Vaio; нар. 15 липня 1976, Рим) — колишній італійський футболіст, нападник. Насамперед відомий виступами за клуби «Болонья», «Парма», а також національну збірну Італії. Чемпіон Італії. Володар Кубка Італії. Дворазовий володар Суперкубка Італії з футболу. Володар Суперкубка УЄФА.

## Клубна кар'єра
Народився 15 липня 1976 року в місті Рим. Вихованець футбольної школи клубу «Лаціо». Дорослу футбольну кар'єру розпочав 1993 року в основній команді того ж клубу, в якій провів два сезони, взявши участь лише у 8 матчах чемпіонату.
Згодом з 1995 по 1999 рік грав у складі команд клубів «Верона», «Барі» та «Салернітана». Протягом цих років виборов титул володаря Суперкубка Італії з футболу.
Своєю грою за останню команду привернув увагу представників тренерського штабу клубу «Парма», до складу якого приєднався 1999 року. Відіграв за пармську команду наступні три сезони своєї ігрової кар'єри. Більшість часу, проведеного у складі «Парми», був основним гравцем атакувальної ланки команди. У складі «Парми» був одним з головних бомбардирів команди, маючи середню результативність на рівні 0,49 голу за гру першості. За цей час додав до переліку своїх трофеїв титул володаря Кубка Італії.
Протягом 2002—2012 років захищав кольори клубів «Ювентус», «Валенсія», «Монако», «Дженоа» та «Болонья». Протягом цих років додав до переліку своїх трофеїв титул чемпіона Італії, знову ставав володарем Суперкубка Італії з футболу, володарем Суперкубка УЄФА.
До складу клубу «Монреаль Імпакт» приєднався 2012 року. Наразі встиг відіграти за команду з Монреаля 13 матчів в національному чемпіонаті.

## Виступи за збірні
1993 року дебютував у складі юнацької збірної Італії, взяв участь у 3 іграх на юнацькому рівні.
2001 року дебютував в офіційних матчах у складі національної збірної Італії. Наразі провів у формі головної команди країни 14 матчів, забивши 2 голи.
У складі збірної був учасником чемпіонату Європи 2004 року у Португалії.
| Дата       | Місто          | Господарі | Результат | Гості             | Турнір            | Голи | Примітки |
| ---------- | -------------- | --------- | --------- | ----------------- | ----------------- | ---- | -------- |
| 05/09/2001 | П'яченца       | Італія    | 1 – 0     | Марокко           | товариський матч  | -    |          |
| 13/02/2002 | Катанія        | Італія    | 1 – 0     | США               | товариський матч  | -    |          |
| 17/04/2002 | Мілан          | Італія    | 1 – 1     | Уругвай           | товариський матч  | -    |          |
| 21/08/2002 | Трієст         | Італія    | 0 – 1     | Словенія          | товариський матч  | -    |          |
| 20/11/2002 | Пескара        | Італія    | 1 – 1     | Туреччина         | товариський матч  | -    |          |
| 30/04/2003 | Женева         | Швейцарія | 1 – 2     | Італія            | товариський матч  | -    |          |
| 03/06/2003 | Кампобассо     | Італія    | 2 – 0     | Північна Ірландія | товариський матч  | -    |          |
| 11/10/2003 | Реджо-Калабрія | Італія    | 4 – 0     | Азербайджан       | Відбір до ЧЄ 2004 | 1    |          |
| 12/11/2003 | Варшава        | Польща    | 3 – 1     | Італія            | товариський матч  | -    |          |
| 16/11/2003 | Анкона         | Італія    | 1 – 0     | Румунія           | товариський матч  | 1    |          |
| 28/04/2004 | Генуя          | Італія    | 1 – 1     | Іспанія           | товариський матч  | -    |          |
| 22/06/2004 | Гімарайнш      | Італія    | 2 – 1     | Болгарія          | ЧЄ 2004           | -    |          |
| 18/08/2004 | Рейк'явік      | Ісландія  | 2 – 0     | Італія            | товариський матч  | -    |          |
| 09/10/2004 | Целє (місто)   | Словенія  | 1 – 0     | Італія            | Відбір до ЧС 2006 | -    |          |
| Усього     |                | Матчів    | 14        |                   | Голів             | 2    |          |

## Титули і досягнення

### Командні
- Чемпіон Італії (1):

«Ювентус»: 2002-03
- Володар Кубка Італії (1):

«Парма»: 2001-02
- Володар Суперкубка Італії з футболу (2):

«Парма»: 1999: «Ювентус»: 2003
- Володар Суперкубка УЄФА (1):

«Валенсія»: 2004

### Особисті
- Найкращий бомбардир Серії B (1):

1997-98 (21)